# Нисанов, Год Семёнович
Год Семёнович Ниса́нов (род. 24 апреля 1972, Красная Слобода, Азербайджанская ССР, СССР) — российский предприниматель, девелопер, совладелец группы компаний «Киевская площадь». В 2023 году он занимал 1027-ю строчку в рейтинге богатейших людей планеты и 43-е место в российском рейтинге с состоянием 2,9 млрд долларов. На начало марта 2024 года глобальный Forbes оценивал его состояние в 3,3 млрд долларов.
Член Бюро Президиума Российского еврейского конгресса.
Нисанов и его односельчанин Зарах Илиев в 1992 году создали компанию «Киевская площадь». На 2024 год «Киевская площадь» владеет торговой, офисной, складской и гостиничной недвижимостью в Москве, а также флотилией на Москве-реке. Среди крупнейших активов — рынок «Садовод», агроцентр «Фуд Сити», гостиница «Украина», гастрономический центр «Депо» и спорткомплекс «Олимпийский». Компания является крупнейшим участником рынка коммерческой недвижимости России и входит в топ-100 крупнейших частных российских компаний по версии Forbes и РБК.
Нисанов известен своими тесными связями с российской и азербайджанской политической элитой. Его партнёром по множеству проектов «Киевской площади» является одногруппник Владимира Путина Ильгам Рагимов. После начала полномасштабной войны на Украине Нисанов попал в санкционные списки США, Великобритании и Украины, Канады, Японии, Австралии и Новой Зеландии.

## Биография

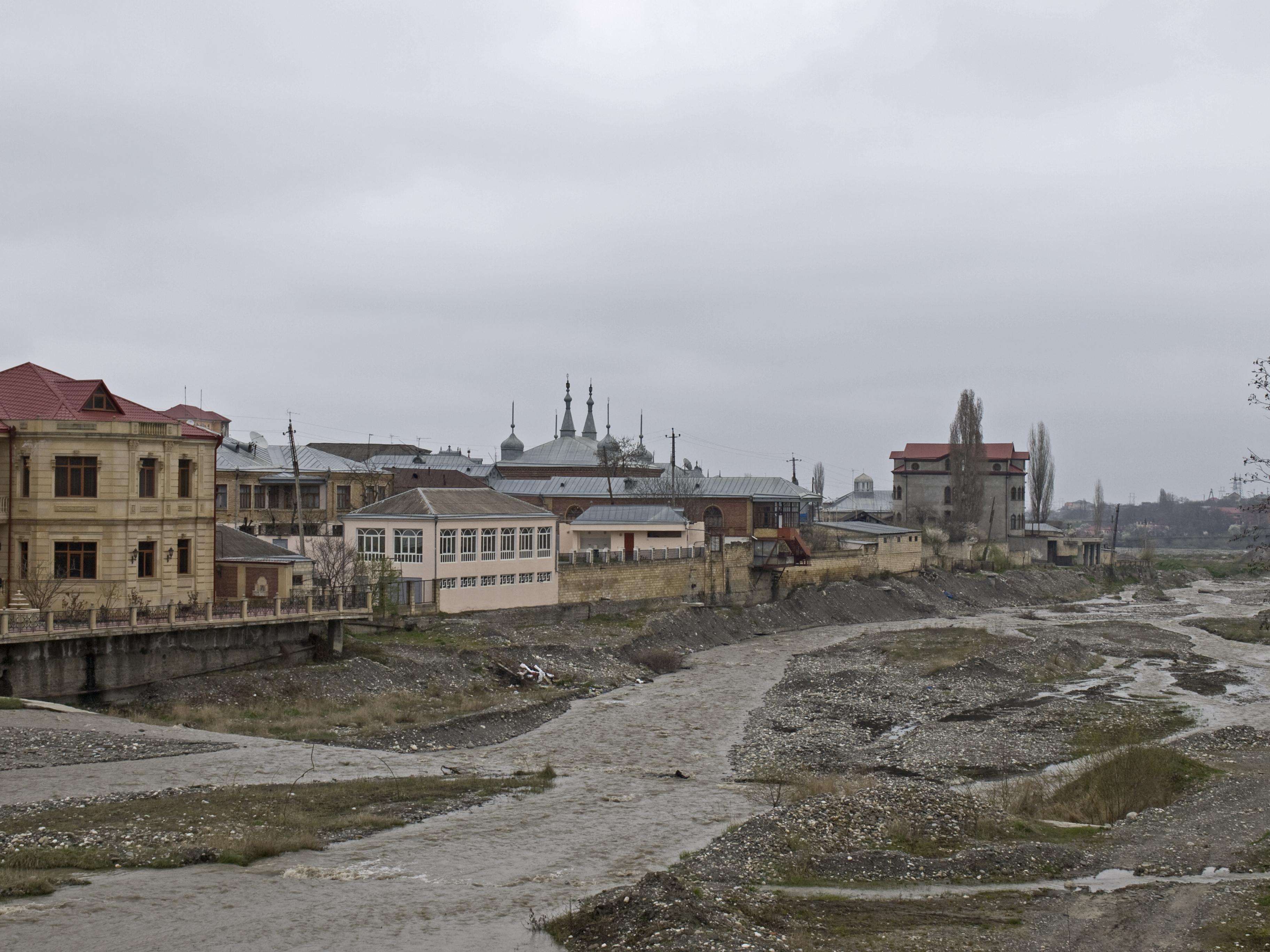
Посёлок Красная Слобода в Азербайджане, 2016 год

Год Нисанов родился 24 апреля 1972 года в посёлке Красная Слобода Азербайджанской ССР, в семье горских евреев. Родители Года Нисанова, Семён и Маргарита Нисановы, воспитывали четверых детей: двух сыновей и двух дочерей. Семён Нисанов был директором крупнейшего в Кубинском районе консервного завода «Шахдаг».
После окончания школы Год Нисанов получил образование в Бакинском финансово-кредитном техникуме по специальности «кредитование и юриспруденция в системе социального обеспечения». Завершив учёбу, Нисанов работал в службе социального обеспечения и подрабатывал на консервном заводе, которым управлял его отец. Впоследствии Год Нисанов открыл небольшой комиссионный магазин в родном посёлке.
В начале 1990-х Нисанов переехал в Москву. Вместе со своим земляком Зарахом Илиевым в 1992 году Нисанов основал группу компаний «Киевская площадь». Отец Нисанова, Семён Нисанов, также стал одним из основателей. Первоначально компания занималась девелопментом, но впоследствии расширила свой профиль, добавив к своей деятельности гостиничный и ресторанный бизнес.

## «Киевская площадь»
Первыми проектами «Киевской площади» стали проекты ТЦ «Электронный рай», ТЦ «Панорама», ТК «Гранд», АЦ «Москва». Статусным приобретением 2005 года стала одна из сталинских высоток — гостиница «Украина», переименованная после реконструкции в Radisson Collection.
Закрытие Черкизовского рынка в 2009, где Илиев и Нисанов были младшими партнёрами Тельмана Исмаилова, помогло росту их собственного проекта — крупнейшего в Москве вещевого рынка «Садовод», которым они владеют с 2003 года. В том же 2009 году открылся 8-этажный ТРЦ «Европейский» на площади Киевского Вокзала и по Москве-реке стали ходить первые пассажирские суда из флотилии Radisson Royal.
В 2014 году открылся агрокластер «Фуд Сити», занимающий более 120 га. В 2015 году на ВДНХ открылся Центр океанографии и морской биологии «Москвариум», ставший самым большим в Европе научно-познавательным центром с океанариумом в Европе.
В 2017 году компания выкупила спорткомплекс «Олимпийский» у группы компаний «Альянс».
Весной 2019 года «Киевская площадь» открыла в районе станции метро «Белорусская» фудмолл «Депо».
В сентябре 2021 года «Киевская площадь» выкупила 9,8 % акций одного из крупнейших девелоперов массового жилья в России «Самолёт». В 2023 году стало известно, что «ГК Самолёт» застроит жильём и коммерческими недвижимостью 28,4 га в районе Восточное Бирюлево на территорию бывшего рынка «Эмераль», принадлежащего «Киевской площади»
«Киевская площадь» входит в первую сотню рейтинга Forbes «200 крупнейших частных компаний России», в последнем рейтинге 2021 года компания заняла 65-е место с выручкой 160 млрд рублей. В 2024 году «Киевская площадь» стала первой в рейтинге Forbes «Короли российской недвижимости» c доходом от аренды $1,7 млрд.
Входящие в состав «Киевской площади» рынок «Садовод» и агроцентр «Фуд Сити» широко известны большим нелегальным оборотом наличных средств. «Садовод» долгое время был крупнейшим в Москве центром по обналичиванию криптовалюты. Устойчивости бизнеса «Киевской площади» помогают сложная схема владения, при которой значительная часть бизнеса оформлена не на самого Нисанова, а на его многочисленных родственников и друзей, а также тесные связи с высокопоставленными чиновниками России. директором Службы внешней разведки Сергеем Нарышкиным, бывшим главой «Роскосмоса» Дмитрием Рогозиным, мэром Москвы Сергеем Собяниным и другими. Ключевой партнёр Илиева и Нисанова — одногруппник Владимира Путина Ильгам Рагимов.

## Состояние
Год Нисанов на протяжении многих лет входит в число богатейших людей России. На пике его состояние в 2015 году оценивалось журналом Forbes в 4,3 млрд долларов. В 2023 году он занимал 1027-ю строчку в рейтинге богатейших людей планеты и 43-е место в российском рейтинге с состоянием 2,9 млрд долларов. На начало марта 2024 года глобальный Forbes оценивал его состояние в 3,3 млрд долларов.

## Санкции
2 июня 2022 года, на фоне вторжения России на Украину, Нисанов попал в санкционный список США. Госсекретарь Энтони Блинкен называл его «одним из богатейших людей Европы» и «соратником высокопоставленных российских чиновников».
26 сентября 2022 года Нисанов был внесён в санкционные списки Великобритании, так как «Путин продолжает полагаться на клику олигархов и избранных представителей элиты, чтобы финансировать свою войну»
19 октября 2022 года Украина включила Нисанова в свой санкционный список, так как предприниматель «обеспечивает существенный источник дохода для правительства России, инициировавшего военные действия и геноцид гражданского населения в Украине»
24 февраля 2023 года, в годовщину начала вторжения на Украину, внесён в санкционный список Канады «элит и близких соратников режима».
По аналогичным основаниям Нисанов находится под санкциями Японии (с 5 июня 2022), Австралии (с 1 июля 2022) и Новой Зеландии (c 12 октября 2022).

### Последствия
Американские санкции также затронули «Киевскую площадь» и все связанные с ней организации, в которых головной структуре, Нисанову или Илиеву принадлежит напрямую или косвенно доля 50 % и более.
В июне 2022 года Нисанов решил уйти с поста председателя совета директоров спорткомплекса «Олимпийский» и выйти из всех органов управления проектом. Также он был вынужден покинуть пост вице-президента Всемирного еврейского конгресса.

## Скандалы
СМИ сообщают о тесных связях Нисанова с директором СВР Сергеем Нарышкиным. Согласно расследованию издания «Проект», после начала эпидемии COVID-19 Нарышкин регулярно пользовался частным бассейном Нисанова в «Европейском». Помимо этого, их связывают спорные сделки с недвижимостью. Так, дочь Нарышкина Вероника в 2011 году стала владелицей 180-метровой элитной квартиры, рыночная стоимость которой превышает 100 млн рублей. Дочери главы СВР на момент покупки было 23 года, а прежним владельцем было лицо, аффилированное с Годом Нисановым. Также Нарышкин и его дочь регулярно пользовались личным бизнес-джетом Нисанова Gulfstream G65: Вероника Нарышкина летала в Баку, вся семья Нарышкиных неоднократно летала в Австрию кататься на лыжах.
В 2019 году предприниматель Ильгар Гаджиев заявил, что Год Нисанов с помощью ЧОП «Витязь», подконтрольный «Киевской площади», и правоохранительных органов вытеснил его из совместного строительного холдинга SDI Group. В России против него возбудили уголовное дело, ещё одно дело открыли в Азербайджане и попытались объявить в розыск через Интерпол. Гаджиев уехал сперва в Европу, а затем в США. В январе 2023 года американский Минюст признал Ильгара Гаджиева возможной жертвой преступления. Это может быть связано с вероятным покушением на его жизнь, заказчиком которого сам Гаджиев считает Нисанова
.

## Благотворительность
Год Нисанов в 2014 году был избран вице-президентом Всемирного еврейского конгресса (лишился поста летом 2022 года после попадания в санкционные списки США), также он является членом Бюро президиума Российского еврейского конгресса. В 2015 году на деньги Нисанова и его партнёра Илиева в Москве была открыта еврейская школа «Хедер Менахем». По их инициативе в 2019 году в Москве открылся Общинный центр Объединения горских евреев. Они также оказывают помощь родному посёлку Красная Слобода, где в 2020 году открылся первый в мире Музей горских евреев.
Сообщалось о пожертвованиях Нисанова в адрес фондов «Линия жизни», «Подари жизнь», «Бумажный журавлик», «Край добра» и другим. Также Нисанов с Илиевым оказывали финансовую помощь «Национальной Медицинской палате», спортклубу «Динамо». В 2013 году Нисанов спонсировал реставрацию Никольского Морского собора в Кронштадте. Он также финансировал строительство спортивного комплекса для студентов Санкт-Петербургского государственного морского технического университета (СПбГМТУ). Пожертвовал 100 млн рублей на создание Ржевского мемориала Советскому Солдату и выступил одним из спонсоров съёмок фильма Сергея Урсуляка «Праведник» (2023).

## Гражданства
В 2007 году Год Нисанов баллотировался в депутаты Государственной думы V созыва от ЛДПР. Однако Верховный суд удовлетворил иск Центризбиркома и исключил Нисанова из предвыборных списков, так как его российское гражданство было признано недействительным
В июле 2022 года стало известно, что Нисанов подал на гражданство Португалии как потомок сефардских евреев. Однако благодаря широкому освещению в СМИ вскоре министерство юстиции Португалии заявило, что «проанализирует» заявления на получение гражданства Нисанова.
В октябре 2023 года благодаря совместному расследованию «Проекта» и OCCRP стало известно, что в 2017 году Нисанов купил «золотой паспорт» островной Доминиканы для обхода западных санкций. Нисанов приобрёл паспорта также всем своим детям. Карибский паспорт получили брат Года Нисанова Ильягу, а также его сыновья Эрвин и Леон.

## Личная жизнь
Год Нисанов женат. У него четверо детей: сыновья Саул, Маир и Александр, а также дочь Маргарита.
Бизнесмен увлекается дайвингом, верховой ездой, активно занимается спортом. Помимо этого, Нисанов говорит на шести языках, среди которых турецкий, фарси и арабский. 
Известно, что родственники Нисанова также активно вовлечены в бизнес. Так, племянник Года Нисанова, Эрвин Нисанов, в частности вкладывался в развитие чайных кафе в Москве Pims. 5 декабря 2023 года 83-летний отец Нисанова, Семён Нисанов, скончался в особняке на Воробьёвых горах.

## Награды

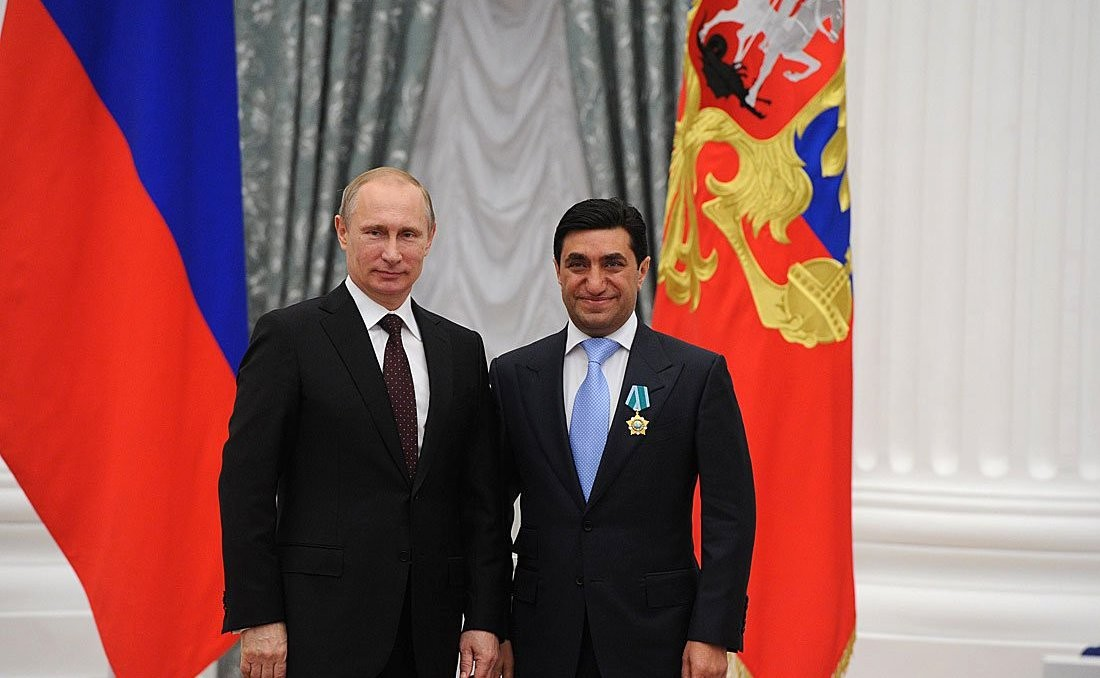
Год Нисанов на церемонии вручения Ордена Дружбы

- Медаль «Прогресс» (4 июля 2011 года, Азербайджан) — за заслуги в области укрепления дружбы между народами и развития азербайджанской диаспоры[45].
- Почётная грамота Президента Российской Федерации (18 апреля 2012 года) — за большой вклад в реализацию мероприятий по восстановлению Кронштадтского Морского собора во имя Святителя Николая Чудотворца[46][47].
- Орден Дружбы (14 января 2014 года) — за достигнутые трудовые успехи и многолетнюю плодотворную работу'[48].
- Награда «За лидерство» (2014 год)[49].
- Премия Федерации еврейских общин России (ФЕОР) «Скрипач на крыше» (2015 год)[50].
- Памятная медаль «70 лет Победы в Великой Отечественной войне 1941—1945 годов» (2015 год) — за активное участие в патриотическом воспитании граждан и решении социально-экономических проблем ветеранов Великой Отечественной войны.
- Орден «За службу Отечеству» III степени (1 июня 2016 года, Азербайджан) — за заслуги в области укрепления дружбы между народами и развития азербайджанской диаспоры[51].
- Знак отличия «За благодеяние» (12 февраля 2021 года) — за вклад в реализацию проекта по созданию Ржевского мемориала Советскому солдату[52].
- Избран Человеком десятилетия общины горских евреев[53] — «За большой вклад в развитие общинной жизни горских евреев во всех странах и городах мира»
- Орден «Дружба» (21 апреля 2022 года, Азербайджан) — за заслуги в укреплении дружбы между народами и развитии азербайджанской диаспоры[54].